# Anton Kristians
Antonius (Anton) Johannes Kristians (Amsterdam, 10 februari 1883 – Aldaar, 30 juni 1957) was een Nederlandse kunstschilder, tekenaar, graficus, etser en boekbandontwerper. Hij volgde van 1903 tot 1908 een opleiding aan de Rijksacademie voor Beeldende Kunsten in Amsterdam.
Van 1913 tot 1921 verbleef Kristians in Parijs in de schilderswijk Montmartre en had daar vriendschap met collega-kunstschilders zoals Maurice Utrillo en Odilon Redon, daarna vestigde hij zich in Den Haag en vanaf 1936 in Amsterdam. Hij maakte portretten, figuurstudies, landschappen en ontwierp een groot aantal boekbanden voor uitgeverij Gebroeders E. & M. Cohen en uitgeverij Van Holkema & Warendorf. Ook tekende hij voor de politiek-satirische tijdschriften De Notenkraker en De Ware Jacob.
Kristians was in 1912 een van de oprichters van de kunstenaarsgroep De Onafhankelijken.
- Biografisch Portaal: 74621829
- International Standard Name Identifier: 0000 0003 9345 1195
- Nederlandse Thesaurus van Auteursnamen: 087523124
- RKD-Nederlands Instituut voor Kunstgeschiedenis: 46481
- Virtual International Authority File: 287766055
- WorldCat: E39PBJhMpBC6yvXvThjfXDckjC